# ムエタイ
ムエタイ（タイ語: มวยไทย、英語: Muay Thai, Thai boxing）は、格闘技の一種で、発祥地・タイでは国技に指定されている。ムエタイの選手はナックムアイという。両手、両肘、両脚、両膝の八箇所を用いて相手と戦う。

## 名称
タイ語での発音的には「ムアイタイ」の方が近いが、日本では英語での発音に近い「ムエタイ」「ムエイタイ」の発音・表記で定着している。
直訳するとムアイはクメール語で1を起源とし、1対1の格闘のことであるため（たとえばプラーン（レスリング）のことをムアイプーランという）「タイ式の戦い」となる。元々は戦争の絶えない時代に他国の侵攻に対抗するための古式ムエタイだった。
ヨーロッパに知られタイボクシング（Thai boxing、タイ式ボクシングの意）と呼ばれることが多い。一方でタイでは一般的なボクシングを「国際式」と呼ぶ（後述）。
日本ではタイ式キックボクシング、タイ式ボクシングとも呼ばれることがあるが、キックボクシングは空手、ムエタイ、ボクシング等を元に日本で作られたものであり、順序として逆である。詳細はリンク先を参照。
1960年代、当時東日本ボクシング協会理事で日本ボクシングコミッション（JBC）からクラブオーナー及びプロモーター両ライセンス発給を受けた野口修はムエタイの魅力に着目し、ボクシング界を去った後に新競技「キックボクシング」を創設し、剛柔流空手の猛者白羽秀樹をスカウトし「沢村忠」のリングネームを命名し、日本に一躍ブームをもたらした。しかしキックボクシングの名称はタイ国民・バンコク市民の反感を買い、バンコクのジムに銃弾が打ち込まれたという。以来、多くの団体が乱立する日本のキック業界関係者はタイを宗主国として敬意を払っている。

## タイにおけるムエタイ

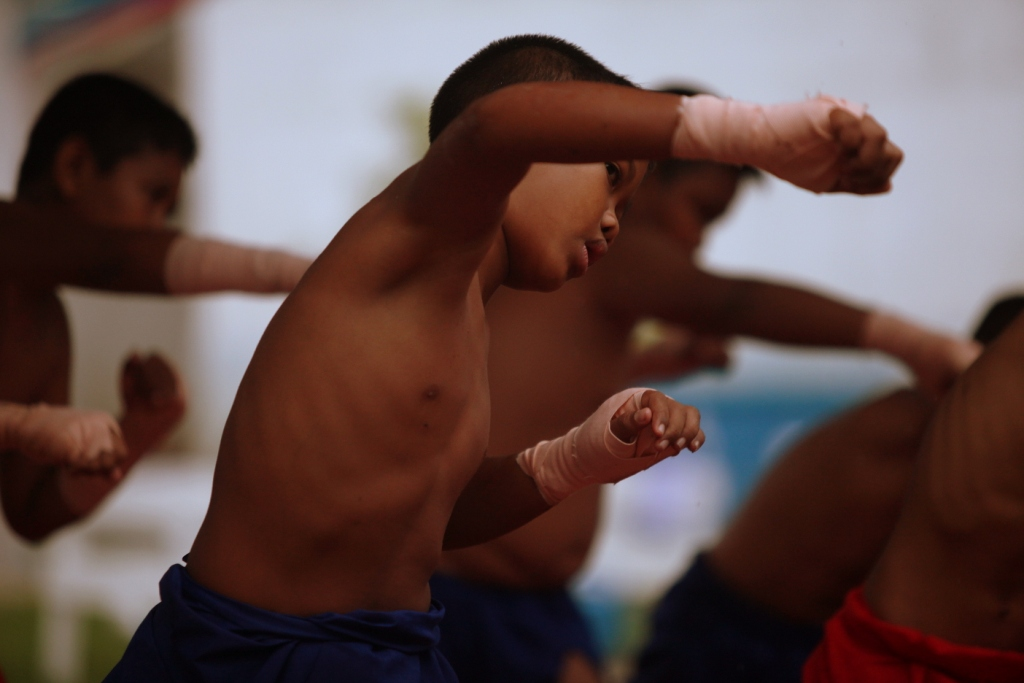
タイの地元の小学生がムエタイを披露

タイの地方では一般的なスポーツで、子供が習う光景もかなり見受けられる。また祭りなどの際に、人集めの催し物として行われることが多い。年齢、体格が似たもの同士が相手として選ばれる傾向がある。
国技である上、試合は賭けの対象でもあるため八百長に対しては非常に厳しい。八百長試合が発覚すれば、当事者はタイ国内法により罰せられる。実際に八百長を疑われる試合では観客からのブーイングにより試合が成立しないこともある。村の試合では、ときに日本の相撲の花相撲的に演出が加えられた試合が行われることもある。
ムエタイのタイ国内での社会的ステータスは必ずしも高くない。これは競技が賭博の対象とされており、貧困層のスポーツと見なされているためである。

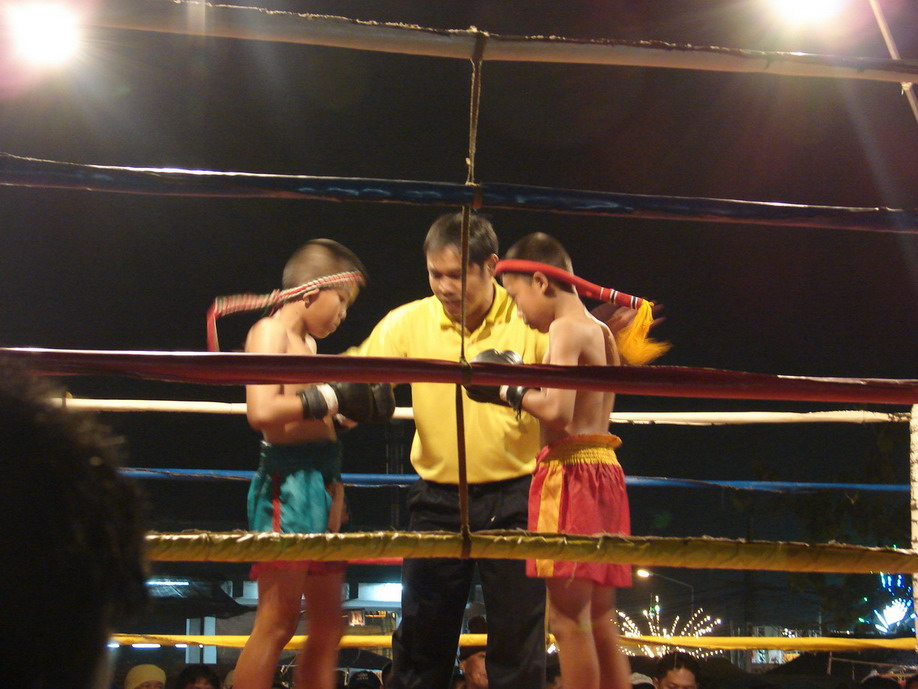
タイでは、子供たちはしばしばムエタイの練習を始め、5歳からリングで試合を行う

実際にバンコクの二大殿堂では、スポーツとしてではなく賭けの対象として観戦している観衆が大半を占める。そのため富裕層は、日本の親が礼儀を学ばせるために子弟に武道を学ばせるようには、ムエタイを学ぶことは滅多にない。しかし富裕層が海外留学した際、タイ出身と自己紹介するとたいていムエタイ経験を問われ、タイの文化として海外では高く評価されている事実に驚き、帰国した際にムエタイを学ぶ学生も多い。男性中心の競技で女性のプロ選手はまれだが、地方の人集めの試合なら女子児童・生徒の参加も比較的認められる。村対抗、学校対抗の試合は頻繁に行われ、賭けが少ないため、八百長が比較的少ない。さらに、国境の町などでも他国との親善試合がよく行われる。

### ムエタイの文化

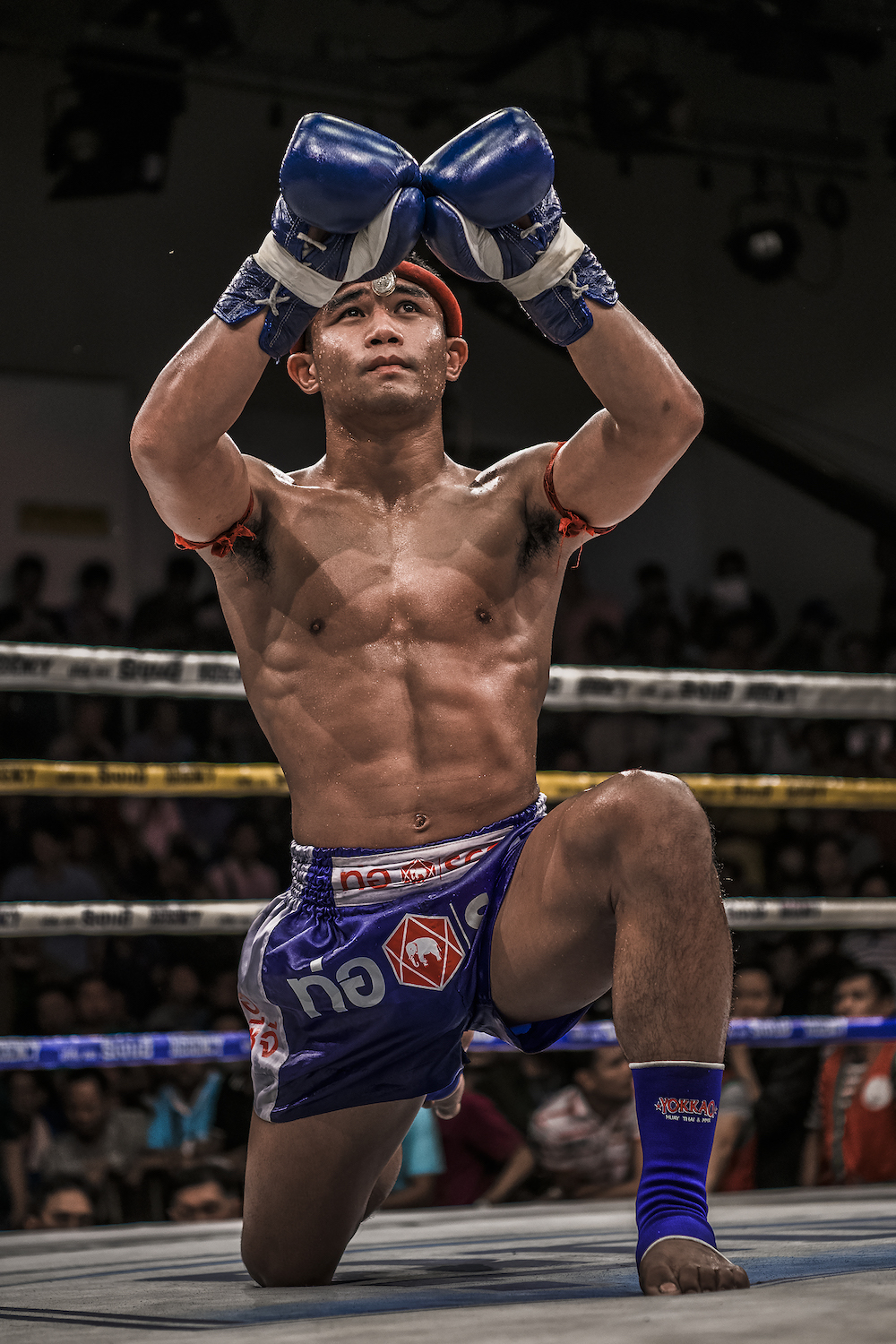
ワイクルーを踊る選手。

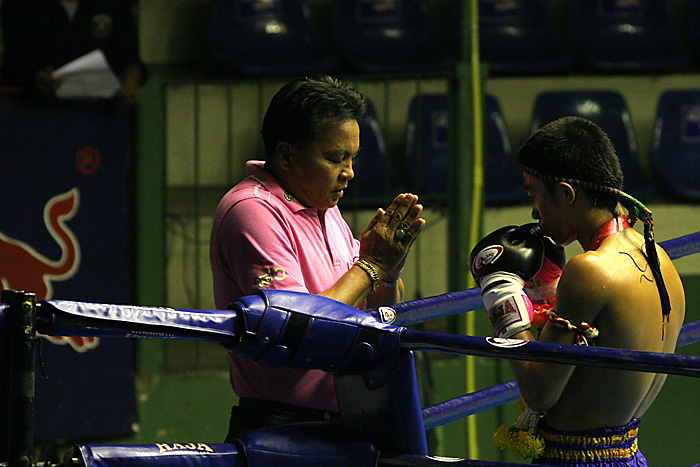
試合前の祈り

ナックモエは試合開始前にワイクルーと呼ばれる行為をする。より正確にはワイクルー・ラムムアイであり、ワイクルーは自分の師と両親に感謝を捧げ、神に勝利を願う意味があり、ラムムアイは戦いの前の舞のことで闘争心を高める効果があるとされる。また野外で戦っていた頃に、踊りながら地面のコンディションを確かめた。縦笛や太鼓、鉦の演奏の民族音楽の演奏で踊る。この演奏は試合中もずっと続き、会場を独特の雰囲気に包む。

### ムエタイの魅力
ボクシングのような打ち合いはあまり期待できない。ムエタイの試合は5ラウンドあるが1、2ラウンドは様子見に終始する。これは賭ける客がその様子を見て選手の調子を判断しどちらに賭けるか決めるという意味合いもある。そしてそれ以降のラウンドは延々と首相撲の攻防が繰り返される試合がほとんどであるから、派手な殴り合いを期待をして観戦すると、首相撲が頻繁に行われる馴れ合いの試合に見えることがある。
首相撲の攻防には高度な技術的駆け引きが行われており、レベルが高くなればなるほど、まともに攻撃を食らうことはない。タイ人は基本的に小柄であるため、ボクシングの重量級などで見られるような試合でのKOはほとんどなく、判定にもつれこむ（KOが頻発すると八百長が疑われてしまう）。判定試合がほとんどであるにもかかわらず、会場に熱気があるのは、興行が賭けによって成り立ち、またクリンチと見間違えてしまう首相撲が、実は高い技術のぶつかり合いだからである。

## 歴史

### 古代

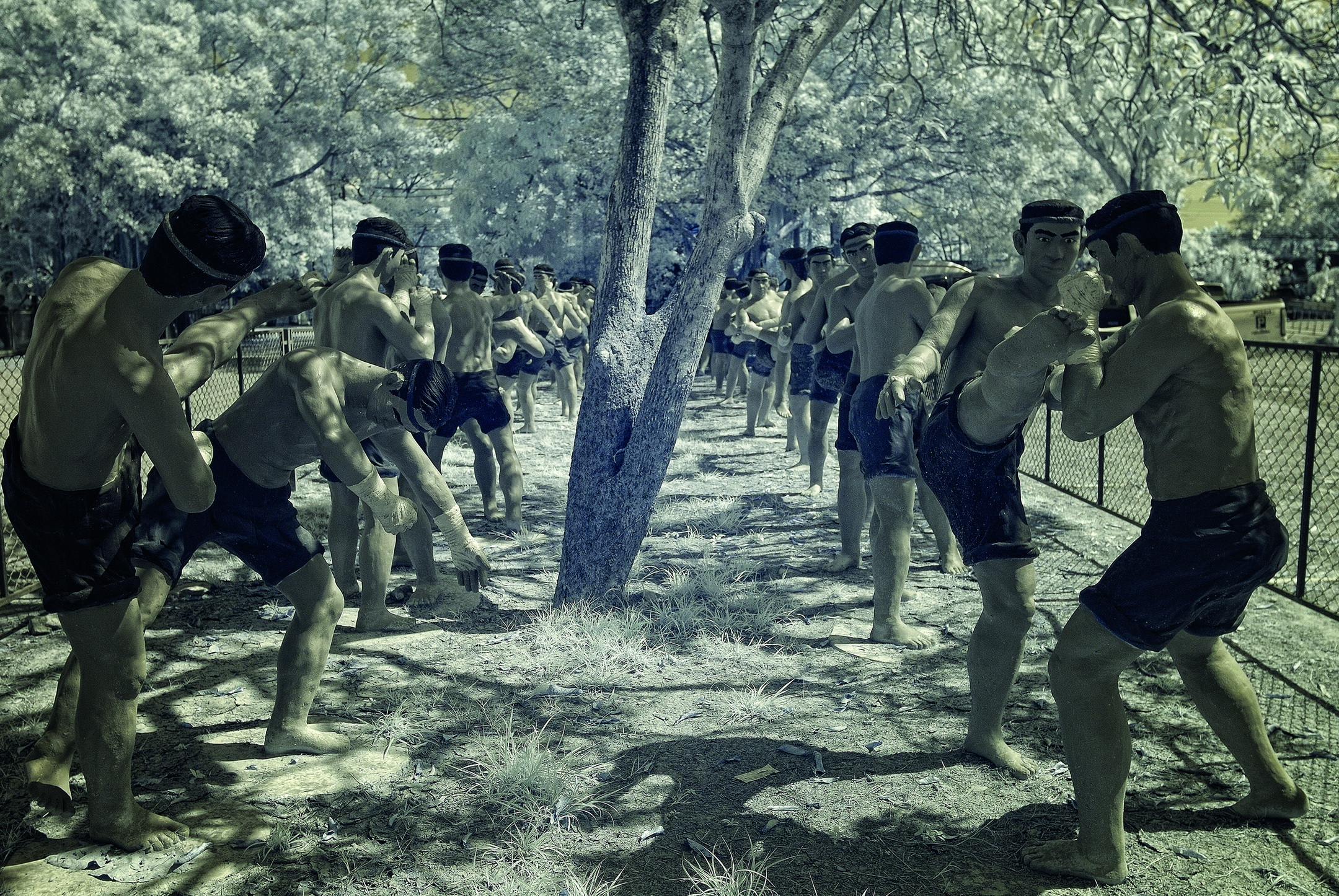
「Bang Kung」訓練キャンプ。もともとはビルマ軍と戦うために南部州から召集された軍隊を訓練する目的で設置された

インドの格闘技のカラリパヤットが伝わって形成されたことから、伝説では『ラーマーヤナ』のラーマ王子を始祖としている。雲南から南下してきたタイ族は、13世紀頃までは強力なアンコール王朝の支配力の元にあった。  しかしながら、古式ムエタイがいつ興ったものかははっきりしていない。一説ではタイの関わった戦争や白兵戦の中で各民族の戦闘術と関わりながら徐々に発展していった素手素足の格闘の技術が古式ムエタイの原型になっているようである。
シャムがミャンマーの属領とされていた1584年頃、アユタヤー王朝のナレースワン大王がミャンマーのタウングー王朝との戦争に勝って独立を回復した。この独立戦争時に古式ムエタイが大きな役割を果たしたと『チュー・バサート』（戦勝論）は記している。これが事実なら、少なくとも400年以上の歴史があることになる。

#### ナーイ・カノム・トムの伝説

ナーイ・カノム・トムの像

1766年（一部の本では1767年ともいわれる）、ミャンマーのコンバウン王朝シンビューシン王（ウングワ王）がアユタヤー王朝の首都アユタヤを陥落させた。この時、伝説的な（伝説上の）古式ムエタイの戦士ナーイ・カノム・トム นายขนมต้ม は、ミャンマー軍との戦いで囚人となり、ウングワ王の格闘技を見せる奴隷となるも過酷な格闘に生き延び、ミャンマー拳法家12人を打ち負かして自由の身になってシャムへ帰ったという。

### 近代ムエタイの完成

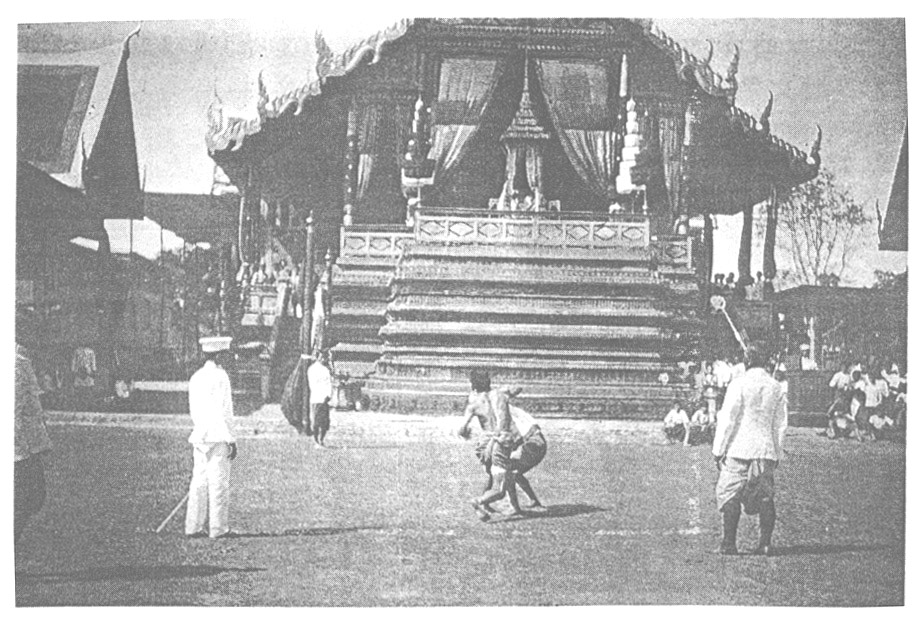
ラーマ5世の治世中の古式ムエタイ

タイを近代化させた名君として名高いラーマ5世は、ムエタイの価値を認めて振興に力を入れ、積極的にトーナメントを開催させた。また、体育教師の訓練学校や、軍の士官学校のカリキュラムにムエタイが取り入れられた。そして、ラーマ6世治世下の1921年には、タイで最初の常設スタジアムが完成した。当時の選手は手に木綿布を巻いているだけだったが、次のラーマ7世の治世下では、選手の死亡事故が起きたことを受け、1929年にグローブの着用が義務づけられるようになった。さらにこの時期、公式ルールやレフリーも導入された。こうしてムエタイはスポーツとして体系化されていった。また、1920年代に「ムエタイ」という名称が広く使われるようになった。
1941年、ラジャダムナン・スタジアムが建設された。初めは野外競技場だったが屋根は後に増築された。
1956年、ルンピニー・スタジアムが建設された。
1962年、ランシットスタジアムが建設された。

### ムエタイの国際的普及
1990年代末には、これまでリングに上がることを許されなかった女性にムエタイを行うことが認められ、少しずつ女子ムエタイが行われるようになっている。また、ボクシングに対するアマチュアボクシングに当たる存在としてアマチュアムエタイも行われるようになった。これらはムエタイのオリンピック種目化を目指すタイの国策だといわれている。
またムエタイの国際化の影響として、近年には本場タイで修行し活躍する外国人選手も目立ってきた（ジャン・スカボロスキーなど）。また、過去には日本人、フランス人、ブラジル人、ベルギー人らが本場タイの王座を獲得した。

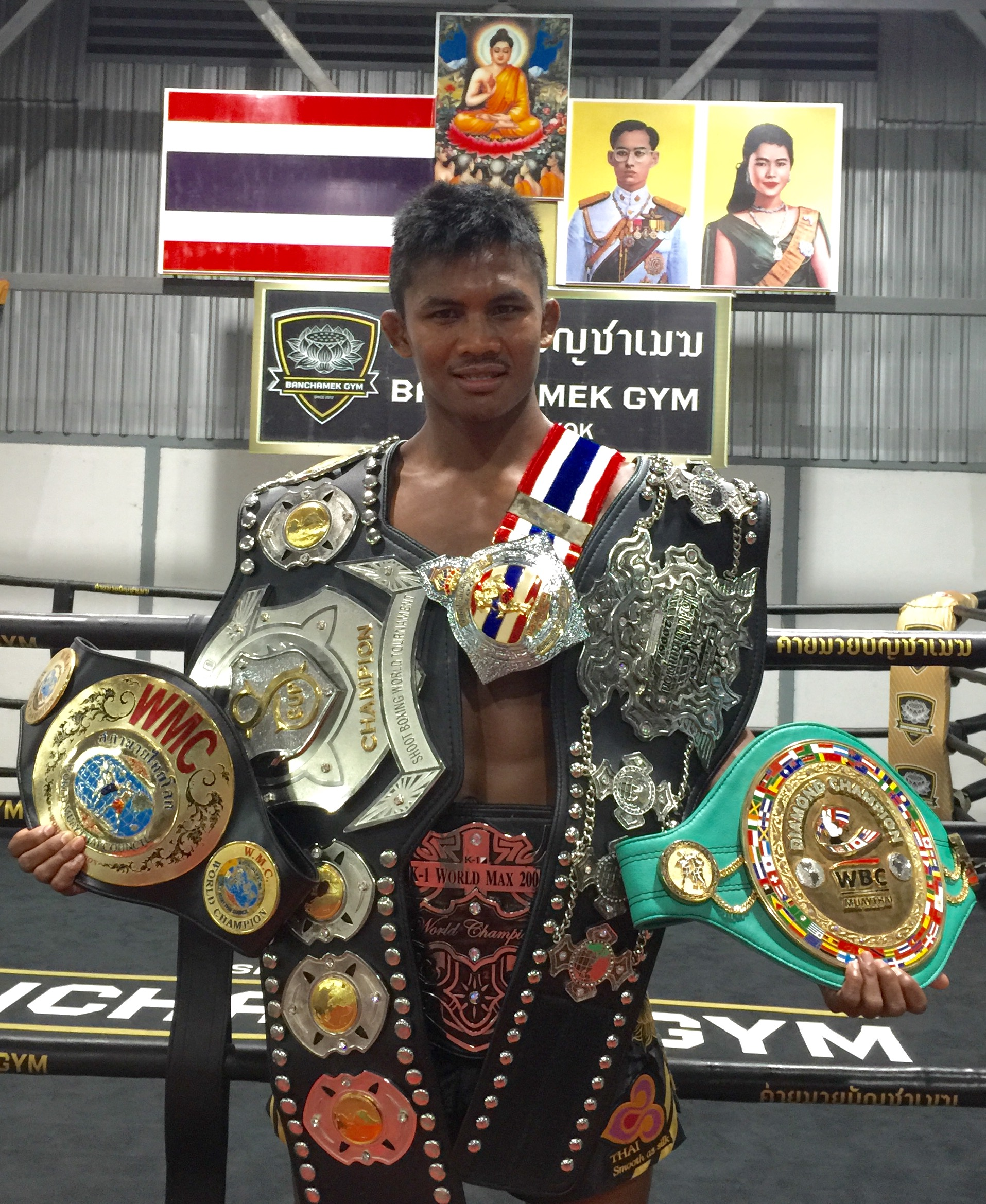
チャンピオン・ベルトに囲まれるソムバット・バンチャーメー選手

最近は日本のK-1やキックボクシング興行に参戦するタイ人選手（ブアカーオ・ポー.プラムック、ガオグライ・ゲーンノラシン、ガオラン・カウイチット、サゲッダーオ・ギャットプートン、サムゴー・ギャットモンテープ等）も増えてきた。
日本でも2004年4月に世界ムエタイ連盟（W.M.F / The World Muay thai Federation）認定WMFジャパンが正式に発足。元来、アマチュアのムエタイには二つの団体、国際アマチュアムエタイ連盟（I.F.M.A.）と国際ムエタイ連盟（I.M.T.F.）が存在していたが、そのため参加国90数カ国という大組織にもかかわらず様々な混乱が生まれていた。ムエタイのオリンピックの種目化を目指し統合され世界ムエタイ連盟（W.M.F.）が発足した。

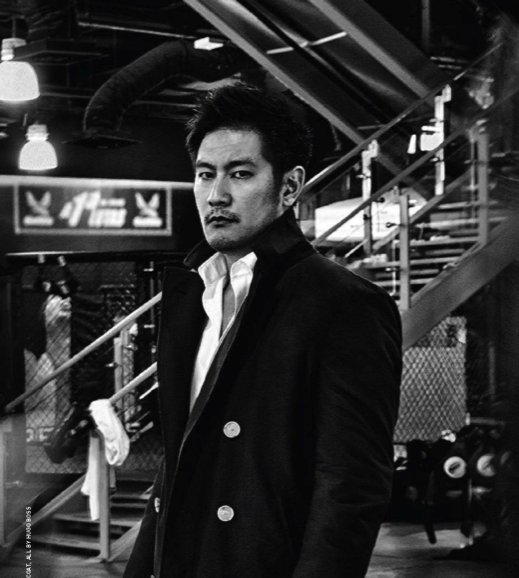
チャトリ・シットヨートン/Chatri Sityodtong。ONE Championshipの創設者、会長、CEOとして知られるタイ出身の起業家であり武道家。

ONEチャンピオンシップは歴史上アジア最大の世界的なスポーツメディア・プロパティであり、27億人の潜在視聴者を150カ国以上に有している。総合格闘技、ムエタイサブミッショングラップリングなど、全ての格闘技を網羅している。

## 試合形式

### アマチュア
世界ムエタイ連盟の定める所によれば、試合は2分3ラウンド制である。勝敗はKOまたはポイント加点形式で争われる。選手の攻撃をジャッジが有効と判断した場合、コンピューター処理のボタンを押し、ジャッジ5名のうち3名がボタンを押せば、1ポイントが加算される。タイで普段行われるプロのムエタイ同様、パンチよりもミドルキック・ハイキック・膝蹴り・肘打ちの方が重視される。

### プロ
試合形式はラウンド制。1ラウンドを3分間とし、ラウンド間に2分間のインターバルをおく。通常5ラウンド行う。

## ムエタイの技
ムエタイの技の特色として、前述の通り首相撲の存在があり、首相撲をした状態からの肘打ちや膝蹴りなども認められている。
また、ムエタイの回し蹴りは空手などと異なり、腰を回転させてその勢いで放つ。体重を乗せた、いわゆる「重い」蹴りを良しとするため、スナップを利かせることは推奨されない。また打撃の格闘技では、反則とされることが多い肘での攻撃が技とルールとして認められているのも大きな特徴である。
- トイ（パンチ）
- タッマラー（縦肘打ち）パンソーク（肘打ち）
- パンソーク（肘打ち）
- ジャブ・ガ・ムエイ（ジャブ）
- テッ（回し蹴り）
- テッカンコークワァー（右ハイキック）
- テックワァー（右ミドルキック）
- テッカークワァー（右ローキック）
- テッカンコーサイ（左ハイキック）
- テッサイ（左ミドルキック）
- テッカーサイ（左ローキック）
- ティップ（前蹴り）
- テンカウ（組んでいない状態での膝蹴り）
- ティーカウ（組んだ状態での膝蹴り）
- カオコー（首相撲から膝の内側を当てる蹴り）
- モエパン（首相撲）
- ヨッパン（スネによる蹴りの防御）

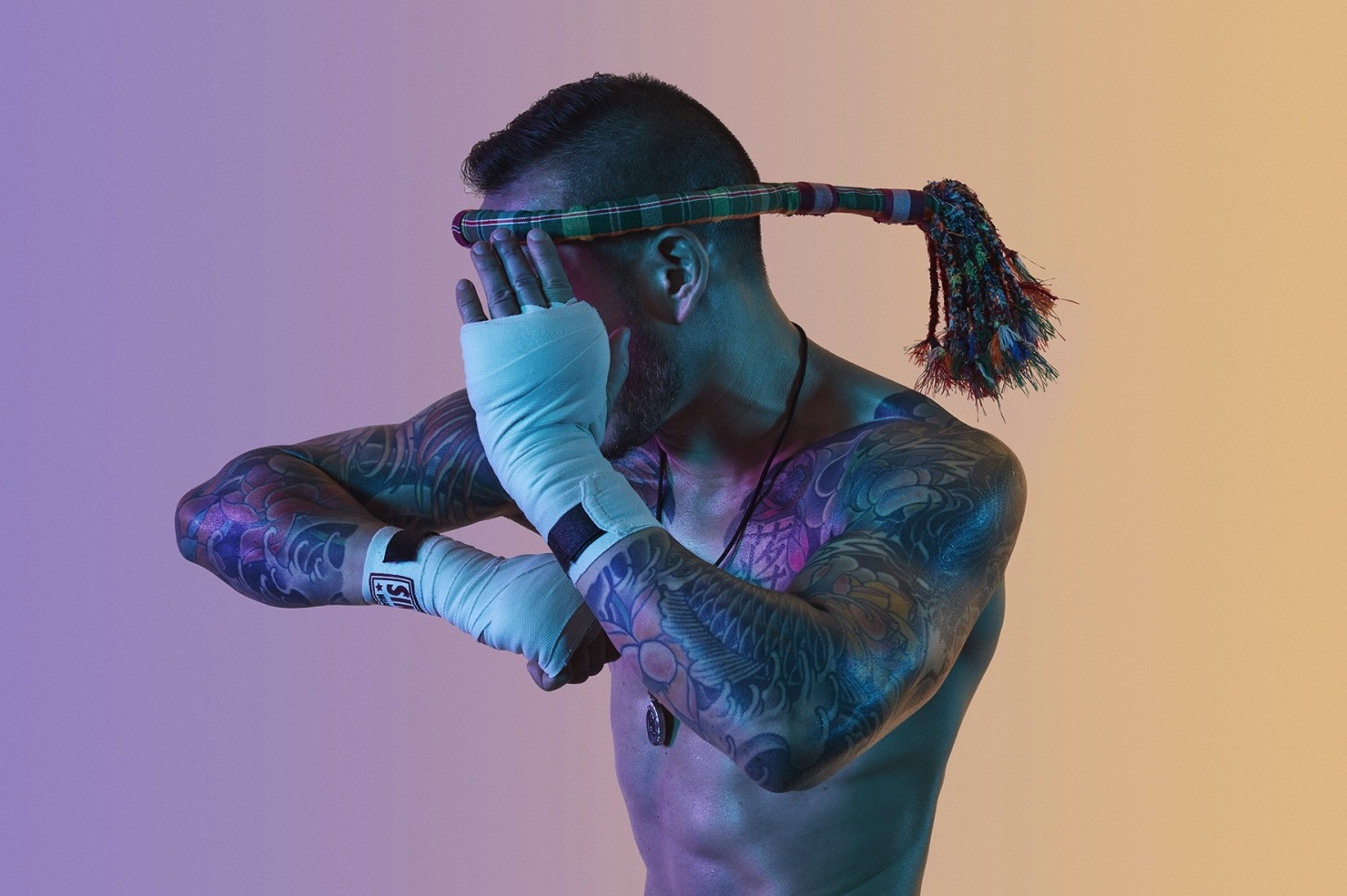
パンソーク（肘打ち）

- チャップカー（ミドルキックを背面でキャッチする防御）
- ヨー（上体を反らすことによる打撃の回避、スウェーバック）

## 選手の服装

### アマチュア
アマチュアムエタイの選手は試合時にキックボクシング用のパンツをはき、ヘッドギア、肘サポーター、ボクシンググローブ、脛サポーター（レガース）そしてプロテクターボディーを身に付けなくてはならない。

### プロ
選手はムエタイ用のトランクスを履きグローブを付けて試合を行う。女子選手は上着を着る。基本的に派手なものが多い。あるいは、企業のコマーシャルの入ったものもある（レッドブルなど）。また、負傷防止のためマウスピースとファウルカップを着用する。ボクシングシューズは履かず、裸足かサポーターをつけ、頭にモンコンと呼ばれる闘いのお守りであるヘッドリングを付ける（試合時は頭のモンコンは外す）。リングに上がる前に会長かトレーナーに被せて貰い、ワイクーが終わって試合直前に会長もしくはトレーナーに外してもらう（ムスリムの場合はモンコンの下に大きな布を被って入場する）。
モンコンの色は選手のレベルによって変わり、初心者は白、最高位はピンク色である。モンコンはグローブを着用している選手自身ははずせないため、助手によってはずすことになるが、その際神聖とされる頭部にふれるため頭部に向かって合掌を行う。腕に付けている縄のようなものはお守りでパープラチアットと呼ばれ、通常はお寺で僧侶に編んでもらう。パープラチアットもモンコンと同じように、選手のレベルによって色が定められている。

## 階級
プロは世界ムエタイ評議会が全19階級を規定している。アマチュアは世界ムエタイ連盟が全21階級を規定している。ルンピニーやラジャダムナンでは重い階級の選手がいないためミドル級までの規定。

### プロ
世界ムエタイ評議会の定める階級は以下の通り。全19階級。
| 階級名称               | キログラム/kg | ポンド/lbs  |
| ---------------------- | ------------- | ----------- |
| ミニフライ級           | 47.727 kg     | 105 lbs     |
| ライトフライ級         | 48.988 kg     | 108 lbs     |
| フライ級               | 50.802 kg     | 112 lbs     |
| スーパーフライ級       | 52.163 kg     | 115 lbs     |
| バンタム級             | 53.524 kg     | 118 lbs     |
| スーパーバンタム級     | 55.338 kg     | 122 lbs     |
| フェザー級             | 57.153 kg     | 126 lbs     |
| スーパーフェザー級     | 58.967 kg     | 130 lbs     |
| ライト級               | 61.235 kg     | 135 lbs     |
| スーパーライト級       | 63.503 kg     | 140 lbs     |
| ウェルター級           | 66.638 kg     | 147 lbs     |
| スーパーウェルター級   | 69.853 kg     | 154 lbs     |
| ミドル級               | 72.575 kg     | 160 lbs     |
| スーパーミドル級       | 76.204 kg     | 168 lbs     |
| ライトヘビー級         | 79.379 kg     | 175 lbs     |
| スーパーライトヘビー級 | 82.554 kg     | 182 lbs     |
| クルーザー級           | 86.183 kg     | 190 lbs     |
| ヘビー級               | 94.801 kg     | 209 lbs     |
| スーパーヘビー級       | 94.801 kg以上 | 209 lbs以上 |

### アマチュア
世界ムエタイ連盟の定める階級は以下の通り。全21階級。
| 階級名称             | 体重      |
| -------------------- | --------- |
| コットン級           | 38-40 kg  |
| ペーパー級           | 40-42 kg  |
| ピン級               | 42-45 kg  |
| ミニフライ級         | 45-48 kg  |
| ライトフライ級       | 48-49 kg  |
| フライ級             | 49-51 kg  |
| スーパーフライ級     | 51-52 kg  |
| バンタム級           | 52-54 kg  |
| スーパーバンタム級   | 54-55 kg  |
| フェザー級           | 55-57 kg  |
| スーパーフェザー級   | 57-59 kg  |
| ライトウェルター級   | 61-64 kg  |
| ウェルター級         | 64-67 kg  |
| スーパーウェルター級 | 67-70 kg  |
| ミドル級             | 70-72 kg  |
| スーパーミドル級     | 72-76 kg  |
| ライトヘビー級       | 76-79 kg  |
| クルーザー級         | 79-86 kg  |
| ヘビー級             | 86-91 kg  |
| スーパーヘビー級     | 91 kg以上 |

## 勝敗

### アマチュア
世界ムエタイ連盟の定める勝敗の決し方は以下の通り。
- 試合終了後の総ポイント数の優劣。
- 20ポイント差が出た時点で、TKO（テクニカルノックアウト）が成立。（ダメージポイントやダウンポイントは特になく、すべて1ポイント扱いである）。
- ダウンによる10カウントKO勝ち。

### プロ
プロの勝敗の決し方は、以下の通り。
- KO
- TKO
- レフェリーストップ
- ギブアップ
- 失格
- 判定
- 追放:明確な理由なく実績に不相応な試合をしている選手は、レフェリーによって追放されることがある。これは八百長防止措置で、選手はスタジアムから最高1年の出場停止を言い渡される。

## 採点方法

### アマチュア
基本的にプロと同じルールで、加点方式である。各ラウンドの総トータル取得ポイントで判定する（ジャッジが効果的と思われる打撃が入った場合を1ポイントとしてのそのポイントの3ラウンドトータル数で勝敗を決める）。

### プロ
ジャッジの採点においてキックボクシングと大きく異なるのは膝蹴りや蹴りの評価が高いことである。逆にパンチや肘打ちはほとんど評価されない。もっとも評価が高いのは首相撲からの膝蹴りである（後述）。
相手の蹴り足を自分の脛を上げて防御し、その足でそのまま相手を蹴るような攻撃や、ハイキックなど見た目も美しく相手に当てることが困難な攻撃は評価が高くなる。同様の理由で相手の脚を狙うローキックは容易な攻撃であるとみなされているので評価が低い。
キックは相手の腕に防御されても評価の対象となる。これはキックを腕で受けた場合はガードしたとみなされず、「腕を蹴られた」とみなされるからである。実際にパンチが得意な選手を封じるために腕を狙って蹴るということは戦略の初歩として行われており、稀にではあるが腕の骨を蹴り折られて勝敗が決することもある。
ムエタイで高く評価される攻撃方法に「首相撲」がある。これは相手の首を両手で捕まえて胴体に膝蹴りを叩き込んだり、投げ捨ててしまうような攻撃で、「相手を完全にコントロールしている」「相手に何もさせないでいる」という意味から高く評価される。
ただしムエタイにおいても投げ行為〜具体的には足をからめての投げ（柔道の内掛けや外掛けにあたる動作）〜は禁止とされている。したがって腕の力と体重移動とタイミングのみで投げを打つということになり、たやすい所作ではない。それが故に目の肥えた観客は首相撲を見ることを好み、タイのスタジアムでは試合中に最も盛り上がる瞬間となる。
また表情も採点の対象にされており、苦しい状況でも笑顔を絶やさないようにしている選手もいる。逆に苦しい表情を見せることはまずない。これはマイナス評価を受ける他に、八百長を疑われる可能性があるからである。

## タイトルについて

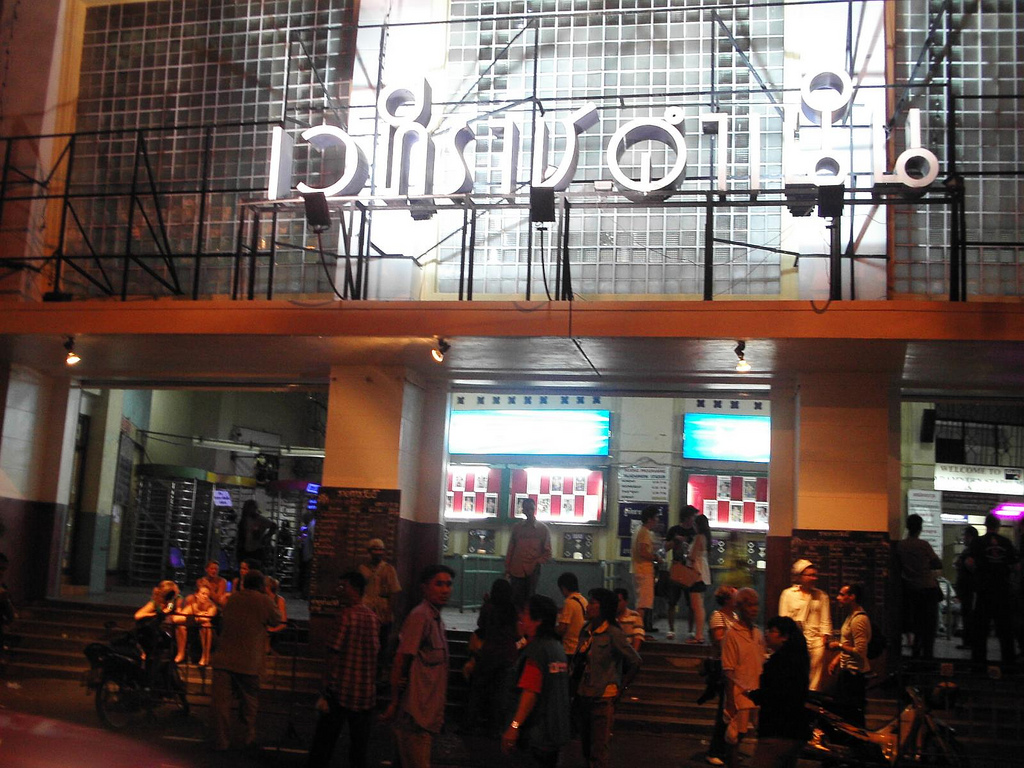
ラジャダムナン・スタジアム

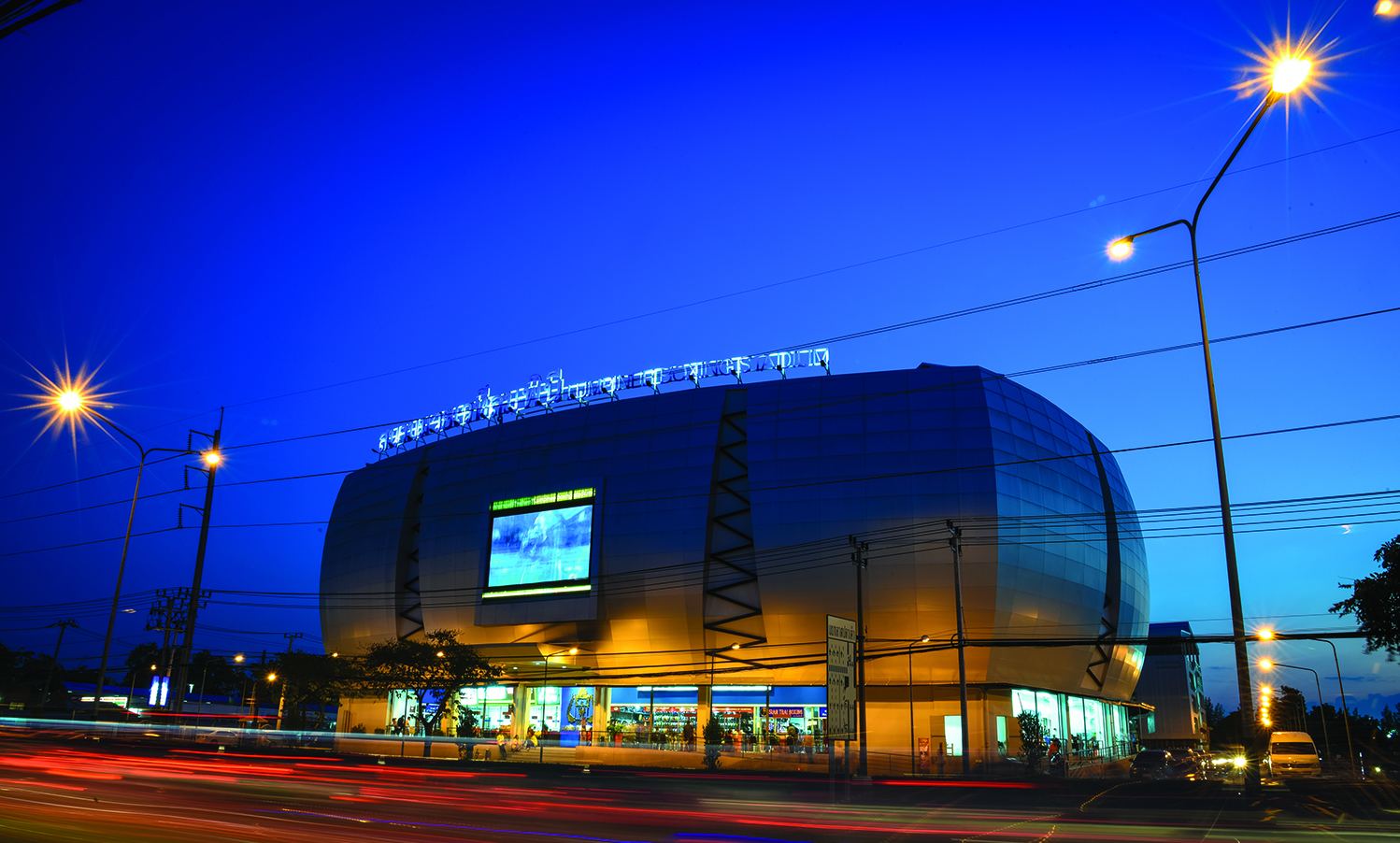
ルンピニー・スタジアム

タイでは、試合の行われるスタジアムごとにランキングやタイトルが存在する。その中でも特に、ラジャダムナン・スタジアム、ルンピニー・スタジアムの両スタジアムのタイトルが権威があるとされている。また、近年ではタイ国プロムエタイ協会の認定するタイ国ナショナルタイトルが重視される傾向にある。しかし、これらの王座はミドル量級以上のランキングの制定や王座の認定を行っていないため、重量級の選手は王座に挑戦することができない。これは、こうした王座はタイ国内の王座であり、そのタイ国内において、70kgを超える重量級のタイ人ムエタイ選手がほとんどいないからである。
その他の世界王座については、1995年に設立された世界ムエタイ評議会（WMC、旧WMTC）や2004年に設立された世界プロムエタイ連盟（WPMF）等がタイに本部がある。特にWMCに関しては、タイ国スポーツ局の認定を受けており、現存するムエタイの世界王座としては高い価値がある。しかし、両者共にまだ歴史が浅い。2005年には、プロボクシングの王座認定団体である世界ボクシング評議会（WBC）が、タイ国の関係者の要請を受け、ムエタイの王座を認定するWBCムエタイを設立。しかし、2008年にタイ国プロムエタイ協会の総裁のソムチャート・ジャルンワチャラウィットが、WBCムエタイを「個人タイトル」と呼び、その権威がタイ国政府によって保障されていないことを暴露した。
また、世界キックボクシング協会（WKA）や国際競技空手協会（ISKA）といった元来プロ空手やキックボクシングの団体でありながらムエタイの王座を設けているところがある。これは複数の種類の王座を認定することで、団体の主な収入源である認定料を稼ぐことが目的である。
日本の国内王座としてはWPMF日本王座とWBCムエタイ日本統一王座が存在する。

## 近年のムエタイ、国際式（ボクシング）との関係

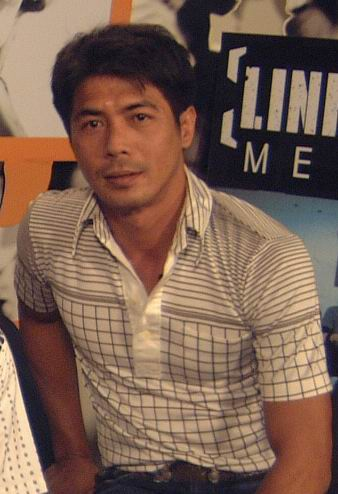
サーマート・パヤクァルン

前述したように、ムエタイは賭けの対象となるので八百長は厳禁である。だが最近では八百長が発覚し選手、プロモーターが追放されるケースがある。もっとも八百長自体は以前からあったとは思われるが、生活費を賭け、目の肥えた観客は「疑わしきは罰せよ」の方針で厳しく追及してくる。裏を返せばムエタイに限らず賭けの対象になる競技で八百長をすると莫大な利益が生まれるという見本でもある。
ボクシング（ムエタイと比較して、国際式と表記される。以降は国際式と表記）王者を大勢輩出しているタイ国だが、国際式の前にムエタイを経験しているケースが以前はほとんどであったが、近年は最初から国際式のみのキャリアの選手も増えている。
ムエタイから国際式への転向で目立つのは、3戦目で世界王者になったセンサク・ムアンスリン、4戦目で世界王者になったウィラポン・ナコンルアンプロモーションを筆頭に、ムエタイの下地の強さを活かして短期間で世界王者になる選手が多いことである。サーマート・パヤクァルンのように、ムエタイと国際式を掛け持ちする選手もいる。また、国際式とムエタイが同じ興行で行われることも多い。
ムエタイから国際式に転向する長所は、国際式国内王者レベルだとムエタイの方がファイトマネーは高いが、世界王者になると国際式の方が格段に稼げる点が大きい。ナックモエの体格、階級から見ると、ラスベガスでの大興行が行われるアメリカに呼ばれるケースはシーサケット・ソー・ルンヴィサイなどがいるがその数は少なく、日本での世界戦が現実的で稼げる場所といえる。また、体格の点で転向するケースもあり、カオサイ・ギャラクシーはパンチが強く脚が短いので国際式に勧められたと語っている。
一方で、転向が裏目に出るケースもある。首相撲からの膝蹴りでムエタイでは飛び抜けた存在であったディーゼルノイ・チョータナスカンはムエタイでは強すぎて賭けが成立しなくなってしまい、仕方なく国際式に転向したがパンチは不得意で戦歴は芳しくなかった。
タイの田舎の貧困から抜け出すには、男はムエタイ選手、女は娼婦になるしかないというのが昔のタイの姿であった。だが近代化が進み、日本よりも大卒の価値が高いタイでは、特に男子を無理してでも大卒にして高給取りを狙うケースが増えており、ムエタイに良い人材が流れない傾向がある。ただ、ガオラン・カウイチット（K-1MAX準優勝）のようなムエタイで学費を稼ぐケースもないわけではない。一方で女子ムエタイも盛んに行われるようになった。2大聖地では試合はおろか女性がリングに上がることすら許されないが、他の競技会場ではほとんどが女子の試合が可能となっており（中には、リングが穢れないように白いシーツを敷いてからという前近代的な村もある）、中でもランシット・スタジアムでは1990年代より開かれている。中には、アリー選手のように美少女拳士として名を上げ、アイドルになる例もある。
ムエタイ選手は賭けの対象となるため、選手というよりは競走馬のような扱いに近く、憧れや尊敬の対象にはなりづらい。K-1MAX優勝者ブアカーオ・ポー.プラムックが「日本で若い女性に声をかけられて驚いた。タイでは考えられないことだ」と発言していたのも、タイでのムエタイ選手の扱いがどれだけ低いものであるかを裏付けている。

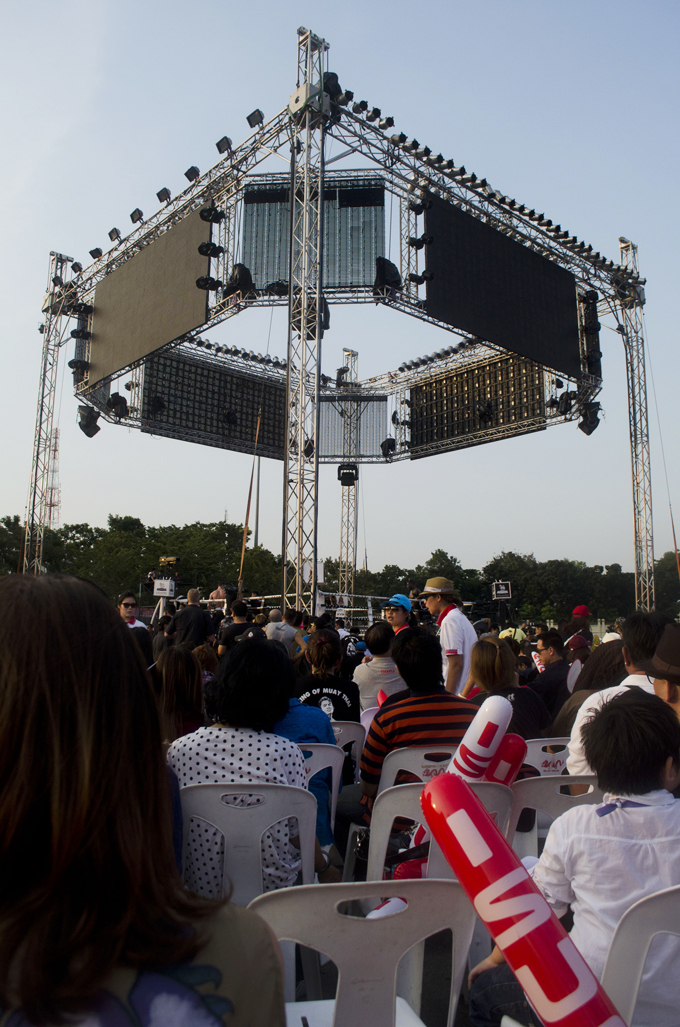
コンペティションステージ「THAI FIGHT」2012

2000年代に入って以降、経済成長が著しいタイでは、もともとは賭けの対象で、貧困層のスポーツとみなされていたムエタイから一般層が離れている傾向がある。そこで、国技であるムエタイの隆盛を目指すため、タイ政府も協力し（大会の記者会見にはタイの副首相も出席した）、より広い層にエンターテインメントとして楽しめる競技を国を挙げて目指してTHAI FIGHTは発足された。大会の様子はタイのテレビ局である3チャンネルで生中継され、トーナメントの優勝者には賞金200万バーツ（約550万円）とスポンサーであるISUZUのピックアップトラック1台が与えられる 。
2011年には日本を含む世界5カ国で大規模な興行を実施する予定である
試合にはタイ人だけでなく、世界中のナックモエが出場している。
通常のムエタイは3分5ラウンド制だが、THAI FIGHTでは3分3ラウンド制を採用。そのため、通常のムエタイよりもパンチの打ち合いなども多く、試合がアグレッシブなものとなっている。THAI FIGHTのプロモーターであるアカポン・アンマニーは、「THAI FIGHTではTHAI FIGHTのスタイルで試合をすべきであり、通常のムエタイスタイルの試合は嫌いだ。そういう試合をする選手は試合後に呼び出して注意する」と言う旨の発言を日本のメディアのインタビューでしている。
梅野源治は、近年はタイが豊かになり競技人口は減ったがトップ選手の技術は向上している。かつては軽量級が層が厚かったが、タイ人の体格が良くなった為、60kg前後の層が厚くなってきたと語っている。

### アマチュア団体
- 世界ムエタイ連盟（World Muay Thai Federation / WMF）
- 国際アマチュアムエタイ連盟（International Amateur Muay Thai Federation / IFMA）
- 国際ムエタイ連盟（International Muay Thai Federation / IMTF）
- 世界アマチュアムエタイ機構（World Amateur Muay Thai Organization / WAMTO）

### 世界タイトル
- 世界ムエタイ評議会 （World Muay-Thai Council / WMC / WMTCより改称）
- 世界プロムエタイ連盟 （World Professional Muay-Thai Federation / WPMF）
- WBCムエタイ （WBC Muay Thai）

その他のキックボクシングの団体も、ムエタイの王座を認定しているところもある。それらについては下記の一覧表を参照。
- キックボクシング団体一覧

## ムエタイを扱った作品
※発表年順。年の後ろにムエタイを格闘スタイルとするキャラクターを表記。

### 漫画
- キックの鬼（1969年）
- 空手バカ一代（1971年） - ブラックコブラ、レーバン
- 紅の挑戦者（1973年）
- 四角いジャングル（1978年）
- 闘将!!拉麵男（1982年） - ムエタイチューチャイ
- 闘翔ボーイ（1986年） - サムラック・ソーパシリン
- 蹴撃手マモル（1990年）
- キック・ザ・ちゅう（1991年）
- 破壊王ノリタカ!（1991年） - 沢村典隆、チャンプア
- 空手小公子 小日向海流（2000年） - サーマート・シリントゥ、シンサック・ソー・キングリバー、タナゴーン・アムマラット、チャーンデート・ナンセージム、チャーンノーイ・チャクラポン、トンチャイ、ジャンニ＝スカンダラッキー
- 史上最強の弟子ケンイチ（2002年） - アパチャイ・ホパチャイ、アーガード・ジャム・サイ、ティーラウィット・コーキン、ハンタック・チャッタラダ、ソムバット
- 家庭教師ヒットマンREBORN!（2004年） - パオパオ老師
- テコンダー朴（2007年） - ソムチャイ・カーオパット
- サムライ・ラガッツィ -戦国少年西方見聞録-（2010年） - 獅子のルンディン

### 映画

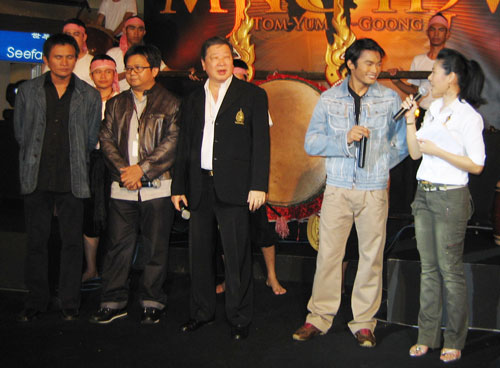
『トム・ヤム・クン!』プレス・カンファレンスにて

- 格闘技世界一 四角いジャングル（1978年）
- キックボクサー（1989年）
- キング・オブ・キックボクサー（1990年）
- クエスト（1996年）
- マッハ!!!!!!!!（2003年）
- ビューティフル ボーイ（2003年）ASIN：B000E1KLPY
- 七人のマッハ!!!!!!!（2004年）
- トム・ヤム・クン!（2005年）
- マッハ!弐（2008年）
- マッハ!参（2010年）
- ナイン サットラー：ザ レジェンド オブ ムエタイ（2018年）

### 対戦型格闘ゲーム
- 飛龍の拳シリーズ（1985年) - J･ターガン、ソンラム、サムザックなど。「タイ式」表記で、格闘スタイルの一つとなっているため他にも登場する。
- ストリートファイターシリーズ（1987年） - サガット、アドン
- 餓狼伝説シリーズ（1991年） - ジョー・ヒガシ、ホア・ジャイ
- 龍虎の拳シリーズ（1992年） - キング
- ファイターズヒストリーシリーズ（1993年） - サムチャイ・トムヤンクン
- ワールドヒーローズシリーズ（1993年の『WH2』以降） - シュラ・ナイ・カノム・トム
- モータルコンバットシリーズ（1993年の『MKII』以降） - ジャックス
- 鉄拳シリーズ（1995年の『鉄拳2』以降） - ブルース・アーヴィン、ファーカムラム
- デッド オア アライブ シリーズ（1996年） - ザック
- 武力 〜BURIKI ONE〜（1999年） - パヤック・シピタック
- バウンサー（2000年） - PD-4
- バーチャファイターシリーズ（2002年の『VF4 EVO』以降） - ブラッド・バーンズ

### 書籍
- バンコク・自分探しのリング—ムエタイを選んだ五人の若者（吉川秀樹、めこん、1999年）ISBN 4-8396-0123-2
- 天使がくれた戦う心（チャイ）（会津泰成、情報センター出版局、2003年）ISBN 4-7958-4062-8
- 闘う女。そんな私のこんな生きかた（下関崇子、徳間書店、2004年）ISBN 4-19-892075-3
- 5RKO! 青春は痛い（林英司、産心社、2005年）ISBN 4-87920-334-3
- ムエタイの世界 ギャンブル化変容の体験的考察（菱田慶文、めこん、2014年）ISBN 978-4-8396-0277-2